# 대한민국 환경부 장관
환경부 장관(環境部 長官)은 환경부를 대표하는 직위로, 국무위원으로 보한다.

## 임명
- 국무위원 중에서 국무총리의 제청으로 대통령이 임명하며, 국무총리는 해임을 건의할 수 있다.
- 국회는 임명에 대한 인사청문회를 실시한다.

## 역할
- (정부조직법 제7조제1항) 각 행정기관의 장은 소관사무를 통할하고 소속공무원을 지휘·감독한다.
- (정부조직법 제39조제1항) 환경부장관은 자연환경, 생활환경의 보전 및 환경오염방지에 관한 사무를 관장한다.

## 역대 장관

### 환경청장
| 정부        | 대수           | 이름                            | 임기                            | 비고 |
| ----------- | -------------- | ------------------------------- | ------------------------------- | ---- |
| 제4공화국   | 초대           | 박승규(朴承圭)                  | 1980년 1월 1일~1980년 7월 2일   |      |
| 제4공화국   | 2대            | 박준익(朴準翼)                  | 1980년 7월 19일~1983년 7월 9일  |      |
| 제5공화국   | 2대            | 박준익(朴準翼)                  | 1980년 7월 19일~1983년 7월 9일  |      |
| 3대         | 최수일(崔守一) | 1983년 7월 9일~1986년 5월 24일  |                                 |      |
| 4대         | 박판제(朴判濟) | 1986년 5월 24일~1988년 5월 20일 |                                 |      |
| 노태우 정부 | 5대            | 이상배(李相培)                  | 1988년 5월 20일~1989년 7월 21일 |      |
| 노태우 정부 | 6대            | 이재창(李在昌)                  | 1989년 7월 21일~1990년 1월 3일  |      |

### 환경처 장관
| 정부        | 대수 | 이름           | 임기                              | 비고 |
| ----------- | ---- | -------------- | --------------------------------- | ---- |
| 노태우 정부 | 초대 | 조경식(曺京植) | 1990년 1월 3일~1990년 9월 19일    |      |
| 노태우 정부 | 2대  | 허남훈(許南薰) | 1990년 9월 19일~1991년 4월 26일   |      |
| 노태우 정부 | 3대  | 권이혁(權彛赫) | 1991년 4월 26일~1992년 6월 26일   |      |
| 노태우 정부 | 4대  | 이재창(李在昌) | 1992년 6월 26일~1993년 2월 26일   |      |
| 김영삼 정부 | 5대  | 황산성(黃山城) | 1993년 2월 26일~1993년 12월 22일  |      |
| 김영삼 정부 | 6대  | 박윤흔(朴鈗炘) | 1993년 12월 22일~1994년 12월 21일 |      |

### 환경부 장관
| 정부        | 대수     | 이름           | 임기                              | 비고          |
| ----------- | -------- | -------------- | --------------------------------- | ------------- |
| 김영삼 정부 | 1대      | 김중위(金重緯) | 1994년 12월 21일~1995년 12월 21일 |               |
| 김영삼 정부 | 2대      | 정종택(鄭宗澤) | 1995년 12월 21일~1996년 12월 20일 |               |
| 김영삼 정부 | 3대      | 강현욱(姜賢旭) | 1996년 12월 20일~1997년 8월 6일   |               |
| 김영삼 정부 | 4대      | 윤여준(尹汝雋) | 1997년 8월 6일~1998년 3월 3일     |               |
| 김대중 정부 | 5대      | 최재욱(崔在旭) | 1998년 3월 3일~1999년 5월 24일    |               |
| 김대중 정부 | 6대      | 손숙(孫淑)     | 1999년 5월 24일~1999년 6월 25일   |               |
| 김대중 정부 | 7대      | 김명자(金明子) | 1999년 6월 25일~2003년 2월 27일   |               |
| 노무현 정부 | 8대      | 한명숙(韓明淑) | 2003년 2월 27일~2004년 2월 16일   | 국무총리 역임 |
| 노무현 정부 | 9대      | 곽결호(郭決鎬) | 2004년 2월 18일~2005년 6월 28일   |               |
| 노무현 정부 | 10대     | 이재용(李在庸) | 2005년 6월 28일~2006년 3월 21일   |               |
| 노무현 정부 | 11대     | 이치범(李致範) | 2006년 4월 7일~2007년 9월 4일     |               |
| 노무현 정부 | 12대     | 이규용(李圭用) | 2007년 9월 21일~2008년 2월 29일   |               |
| 이명박 정부 | 13대     | 이만의(李萬儀) | 2008년 3월 12일~2011년 6월 1일    |               |
| 이명박 정부 | 14대     | 유영숙(劉榮淑) | 2011년 6월 2일~2013년 3월 11일    |               |
| 박근혜 정부 | 15대     | 윤성규(尹成奎) | 2013년 3월 11일~2016년 9월 4일    |               |
| 박근혜 정부 | 16대     | 조경규(曺京圭) | 2016년 9월 5일~2017년 7월 3일     |               |
| 문재인 정부 | 17대     | 김은경(金恩京) | 2017년 7월 4일~2018년 11월 9일    |               |
| 문재인 정부 | 18대     | 조명래(趙明來) | 2018년 11월 10일~2021년 1월 21일  |               |
| 문재인 정부 | 19대     | 한정애(韓貞愛) | 2021년 1월 22일~2022년 5월 9일    |               |
| 윤석열 정부 | 20대     | 한화진(韓和鎭) | 2022년 5월 10일~2024년 7월 24일   |               |
| 윤석열 정부 | 21대     | 김완섭(金琓燮) | 2024년 7월 24일~2025년 7월 16일   |               |
| 이재명 정부 | 직무대리 | 금한승(琴翰承) | 2025년 7월 16일~2025년 7월 22일   |               |
| 이재명 정부 | 22대     | 김성환(金星煥) | 2025년 7월 22일~                  | 국회의원 겸직 |

## 같이 보기
- 환경부
- 환경부 차관